# Mirza Jawan Bakht

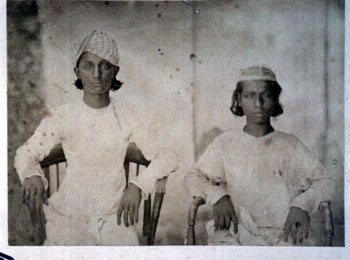
Zwei der Söhne Bahadur Shahs: links Mirza Jawan Bakht, rechts Mirza Shah Abbas

Mirza Jawan Bakht (* 1841; † 1884) war der Lieblingssohn des letzten, nur noch nominell regierenden indischen Großmoguls Bahadur Shah II. und von dessen Frau Zinat Mahal. Er war der 15. von 16 Söhnen und war auf Wunsch von Bahadur Shah der designierte Thronfolger. (Eine Primogenitur war in Indien weitgehend unüblich.) An seinem Hof fand der Wunsch des Großmoguls allerdings wenig Unterstützung.
Während des Indischen Aufstands von 1857 nahm Mirza Jawan Bakht, anders als ein Teil seiner älteren Halbbrüder, keine aktive Rolle ein. Vermutlich geschah dies auf Drängen seiner Mutter, die – anders als Bahadur Shah – die Briten unterstützte. Sie ging offenbar von einer Niederschlagung des Aufstands aus und meinte, auf diese Weise ihrem Sohn die Thronfolge sichern zu können.